# Eicochalcidina
Eicochalcidina är ett släkte av tvåvingar. Eicochalcidina ingår i familjen vapenflugor.
Kladogram enligt Catalogue of Life:
| Eicochalcidina | \| \| Eicochalcidina golbachi \| \| \| \| \| \| Eicochalcidina marginalis \| \| \| \| |
|                | \| \| Eicochalcidina golbachi \| \| \| \| \| \| Eicochalcidina marginalis \| \| \| \| |
|                | Eicochalcidina golbachi                                                               |
|                |                                                                                       |
|                | Eicochalcidina marginalis                                                             |
|                |                                                                                       |